# 関根大介
関根 大介（せきね だいすけ、1968年1月8日 - ）は、日本の実業家。株式会社オープンドア創業者で、同社代表取締役社長。

## 人物・来歴
兵庫県生まれ。1990年甲南大学経営学部卒業。1994年松下寿電子工業入社。仕事の部品のカタログをみているうちに、比較サイト事業を構想し、1996年旅行会社・アイ・エー・エス・エスに転職して旅行会社側のニーズを調査し、1997年オープンドアを設立、同社代表取締役社長に就任。旅行比較サイト・トラベルコの運営などを行い、2015年東京証券取引所マザーズに上場。翌2016年には東京証券取引所市場第一部へ市場変更を行った。趣味は美食。

## 系譜
パナソニックグループ創始者の松下幸之助は曾祖父。